# Bogdan Dyjuk
Bogdan Dyjuk (ur. 26 kwietnia 1960 w Baniach Mazurskich) – polski nauczyciel i samorządowiec, w latach 2010–2014 przewodniczący sejmiku podlaskiego, w latach 2014–2018 i od 2024 członek zarządu województwa podlaskiego.

## Życiorys
Z zawodu nauczyciel, w pierwszej połowie lat 90. objął stanowisko dyrektora Augustowskiego Centrum Edukacyjnego.
Był wybierany na radnego Augustowa. W 2007 z ramienia Platformy Obywatelskiej w przedterminowych wyborach uzyskał mandat radnego sejmiku podlaskiego. W 2010 z powodzeniem ubiegał się o reelekcję z listy Polskiego Stronnictwa Ludowego. Pełnił funkcję przewodniczącego sejmiku województwa IV kadencji.
W 2014 ponownie został radnym sejmiku, po czym pełnił stanowisko członka zarządu województwa V kadencji. W 2018 uzyskał mandat radnego wojewódzkiego kolejnej kadencji. W 2019 został zatrudniony w jednym z referatów Urzędu Miejskiego w Augustowie. W tym samym roku był kandydatem PSL do Sejmu. W 2023 startował na posła z ramienia współtworzonej przez ludowców Trzeciej Drogi. W 2024 z powodzeniem ubiegał się o reelekcję w wyborach wojewódzkich. W maju tego samego roku został wybrany na członka zarządu województwa VII kadencji.

## Odznaczenia
Odznaczony Srebrnym (1997) i Złotym (2004) Krzyżem Zasługi.